# Miguasha Nemzeti Park
A Miguasha Nemzeti Park (franciául Parc national de Miguasha, angolul Miguasha National Park) Carletonhoz közel, a Gaspé-félszigeten fekszik Québec tartományban, Kanadában. Québec kormánya alapította 1985-ben, majd 1999-ben felkerült a világörökség listájára. Az itt talált gazdag kövületlelettel a kutatók a földi élet törzsfejlődésére vonatkozó ismereteket tehették teljesebbé. Ez a tartományi park nem tartozik Kanada nemzeti parkjainak hálózatához, sem a Parks Canada adminisztrációjához: neve ellenére ez egy tartományi igazgatás alá tartozó park. Ismert még a Miguasha Fosszília Lelőhely, Escuminac-öböl Fosszília Lelőhely és a Hugh-Miller-szirtek néven is.
A parti szirtek szürke üledékből állnak, amelyben váltogatva megtalálható a homokkő és az iszap, ezek közel 350-375 millió évesek. A területen főként nyírfa-, nyárfa- és fenyőerdők találhatók. A halfajok, állatfajok és a spórák néhány tagja, amelyet Miguashában találtak, ritka és ősi faj. Például a Spermasposita, amelyről úgy gondolják, hogy egyike a legidősebb virágzó növényfajoknak a Földön.
A Miguasha Nemzeti Parkról azt tartják, hogy a devonkori kövületek legjelentősebb paleontológiai lelőhelye a világon. Ezt a korszakot a Halak koraként is ismerik. Az itt található hat legfontosabb halkövület közül öt ebből az időszakból való (370 millió évvel ezelőttről). A bojtosúszójú halak, a négylábúak elődeinek nagy mennyiségű és jó állapotban fennmaradt kövületei a vízi gerincesek és a szárazföldi gerincesek közötti átmenetet szemléltetik.
A kövületeket először 1842-ben fedezte fel Abraham Gesner geológus és orvos. Amikor a legfontosabb leleteinek sorát átadta a British Museumnak és az edinburgh-i London Scottish Museumnak, a felfedezések hatalmas izgalmat keltettek világszerte. Az 1970-es években a quebeci kormány, hogy megakadályozza a terület magánkézbe jutását, megvette a terület egy nagy részét, és védetté nyilvánította. Napjainkig több mint 5000 kövületet azonosítottak, csoportosítottak és dolgoztak fel ezen a helyszínen.

## Fordítás
- Ez a szócikk részben vagy egészben  a   Miguasha National Park című a Wikipédia-szócikk ezen változatának fordításán alapul.  Az eredeti cikk szerkesztőit annak laptörténete sorolja fel. Ez a jelzés csupán a megfogalmazás eredetét és a szerzői jogokat jelzi, nem szolgál a cikkben szereplő információk forrásmegjelöléseként.